# Combrimont
Combrimont là một xã, nằm ở tỉnh Vosges trong vùng Grand Est của Pháp. Xã này có diện tích 5,21 km², dân số năm 1999 là 174 người. Xã này nằm ở khu vực có độ cao trung bình 392 m trên mực nước biển.

## Hành chính
| Danh sách các xã trưởng                |           |                |      |         |
| Giai đoạn                              | Giai đoạn | Tên            | Đảng | Tư cách |
| tháng 3 2008                           | 2014      | Claude Mathis  |      |         |
| tháng 3 2001                           | 2008      | Chantal Mathis |      |         |
| Tất cả các dữ liệu trước đây không rõ. |           |                |      |         |

## Biến động dân số
| 1962                                         | 1968 | 1975 | 1982 | 1990 | 1999 |
| -------------------------------------------- | ---- | ---- | ---- | ---- | ---- |
| 135                                          | 143  | 116  | 167  | 172  | 174  |
| Số liệu từ năm 1962: Dân số không tính trùng |      |      |      |      |      |